# Duncan McKenzie
Duncan McKenzie (Grimsby, 10 juni 1950) is een Engels voormalig voetballer. Hij speelde tijdens zijn carrière voor onder meer Nottingham Forest FC, Leeds United, RSC Anderlecht en Everton FC.

## Biografie
McKenzie debuteerde in 1969 namens Nottingham Forest op het hoogste niveau. De aanvaller speelde regelmatig, maar werd wel twee keer uitgeleend. Zowel in 1969 als in 1972 werd hij telkens voor één seizoen verhuurd aan Mansfield Town FC, waar hij amper aan spelen toekwam. McKenzie was een kleurrijke figuur en viel in die dagen vooral op naast het veld.
In 1974 haalde trainer Brian Clough hem naar Leeds United. Enkele weken later werd Clough buiten de deur gezet, maar ook onder het gezag van diens opvolger Jimmy Armfield werd McKenzie een vaste waarde in Leeds. Na twee seizoenen haalde RSC Anderlecht de spits naar België. In Anderlecht kreeg hij de concurrentie van de Nederlanders Rob Rensenbrink en Peter Ressel. Toenmalig coach Raymond Goethals gunde hem weinig speelkansen en McKenzie vertrok in december 1976 terug naar Engeland.
Voor een bedrag van €300.000 nam Everton FC hem over van RSC Anderlecht. Net als bij Leeds werd de trainer die hem aantrok ontslagen na de komst van McKenzie. De nieuwe coach, Gordon Lee, lag geregeld overhoop met McKenzie. Ondanks het feit dat hij bij Everton een vaste waarde werd, stapte McKenzie in 1978 op. Hij trok voor één seizoen naar Chelsea FC en belandde nadien bij Blackburn Rovers FC. In 1979 degradeerde hij met Blackburn naar de Football League One. Een jaar laterde promoveerde de club weer naar de Football League Championship. Tot 1981 voetbalde de spits voor Blackburn en ging vervolgens afbouwen. In 1981 verhuisde hij naar de Verenigde Staten, waar hij vertoefde bij Tulsa Roughnecks en Chicago Sting. In 1983 sloot hij zijn carrière af bij het Hongkongse Ryoden FC.
Na zijn spelerscarrière ging McKenzie aan de slag als voetbalcolumnist en kortstondig als radiopresentator.